# Year of the Dragon
Year of the Dragon är det nionde albumet av tyska musikgruppen Modern Talking. Den släpptes i februari 2000 av Hansa Records inrikes och av BMG världen över.

## Låtar
1. China In Her Eyes 4:22
2. Don't Take Away My Heart 3:37
3. It's Your Smile 3:31
4. Cosmic Girl 3:41
5. After Your Love Is Gone 3:41
6. Girl Out Of My Dreams 3:58
7. My Lonely Girl 4:00
8. No Face No Name No Number 3:59
9. Can't Let You Go 4:22
10. Part Time Lover 3:11
11. Time Is On My Side 3:37
12. I'll Never Fall In Love Again 4:39
13. Avec Toi 3:52
14. I'm Not Guilty 3:39
15. Fight For The Right Love 3:42
16. Walking In The Rain Of Paris 3:41
17. Fly To The Moon 3:37
18. Love Is Forever 3:24
19. China In Her Eyes (Rap Version)3:10